# 白河戰俘營
白河戰俘營，日文漢字全名為「白河內角演習所」，1943年6月初啟用，1945年8月15日開放；俘虜自原先花蓮港遷移至台南白河，此為日軍在台灣13所囚禁8166名英國、美國、澳洲、加拿大、荷蘭盟軍俘虜，人數規模可能是亞洲之冠；盟軍俘虜在此修建水庫，種植文旦、芒果、餵食雞鴨豬以供應日軍伙食。

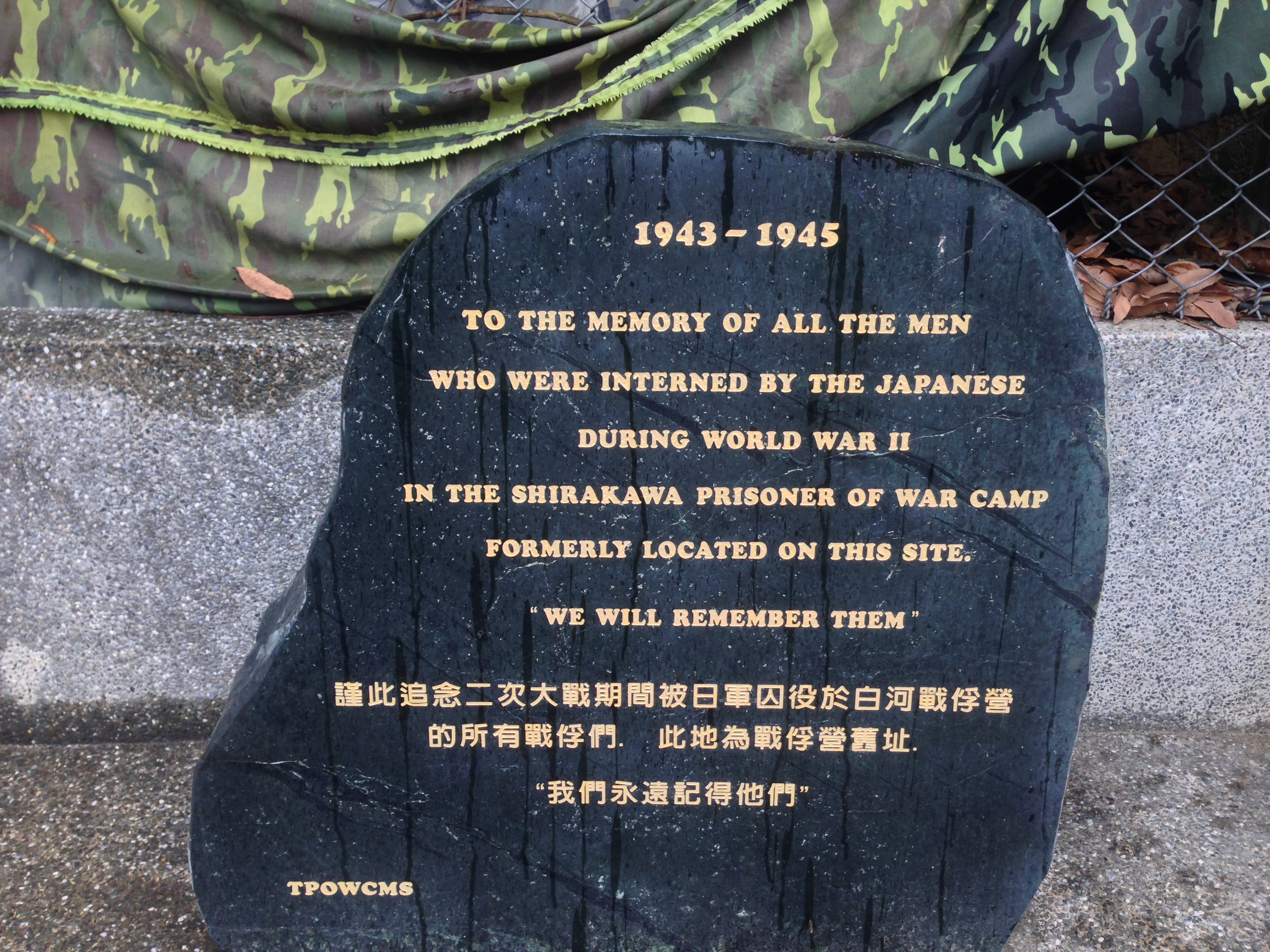
白河內角營區戰俘紀念碑